# Amityville
Amityville (pronunciado /ˈæmɪtivɪl/) es una villa ubicada en el condado de Suffolk, Nueva York, Estados Unidos.

## Historia
Los colonos de Huntington visitaron el área de Amityville por primera vez en 1653 como fuente de heno salado (spartina patens), empleado como forraje para el ganado. El jefe Wyandance concedió la primera escritura de propiedad en los terrenos de la futura Amityville en 1658.
El área fue originalmente llamada Huntington West Neck South (está en la Gran bahía sur y el condado de Suffolk) en el límite de la frontera al suroeste de lo que se llamó Huntington South conocida en la actualidad como la ciudad de Babylon; de acuerdo con la opinión popular, el nombre fue cambiado en 1846 cuando los residentes buscaron encontrar un nombre mejor para la nueva oficina postal. Hubo una reunión que acabó en discusión y uno de los asistentes exclamó "What this meeting needs is some amity" (Lo que necesita esta reunión es algo de amistad). Otra versión indica que el nombre fue sugerido por el propio Samuel Ireland por su barca Amity.
El nombre de la localidad se puso en el sentido estricto de la palabra, al llegar todos a un consenso y elegir el nombre de la ciudad.
La localidad fue formalmente incorporada el 3 de marzo de 1894.
A comienzos del siglo XX, Amityville fue un importante destino turístico con grandes hoteles en la bahía y grandes viviendas.
Annie Oakley dijo ser una colaboradora frecuente del cantante de vodevil Fred Stone allí. Will Rogers tuvo un hogar en la esquina de Clocks Boulevard junto a Stone. El gánster Al Capone también residió en la localidad.
Amityville está hermanada con Le Bourget, Francia desde 1979.

## Geografía
De acuerdo con la Oficina del Censo de los Estados Unidos, la ciudad tiene un área de 6,4 km² (2,5 mi²) de las cuales 5.4 km² (2.1 mi²) es terreno y 1 km² (0.4 mi²) es agua. El área total es 15,38% de agua.

## Demografía
Según el censo del año 2000, la población tiene 9.441 habitantes, 3.434 hogares y 2.266 familias residiendo en la ciudad. La densidad de la población es 4.508/mi² (1.744,1/km²). Hay 3.577 alojamientos y una densidad cercana a 1.708,1 habitantes/mi² (660,8 habitantes/km²). La población racial de la localidad la forman un 84,34% blancos, 8,54% afroamericanos, 0,20% nativoamericanos, 1,28% asiáticos, 3,32% pertenecen a otras razas, y 2,32% de dos o más razas, el 9,18% de la población es latinoamericana.
En la población, 3.434 habitantes de los cuales el 27,7% tienen hijos de 18 años o menores viviendo con ellos, el 51,8 % son parejas casadas viviendo juntos, 10,5% tiene una mujer el cual sus maridos no viven con ellas, y 34% no tiene familia. El 27,1% de la población vive en casas individuales fabricadas y 11,6 de los que viven solos tienen 65 años o superior. La dimensión de una casa individual es de 2,57 y la casa familiar de 3,15.
En la ciudad, la población creció alrededor de un 21,9% en cuanto a los menores de 18 años, 5,7% de 18-24 años, 30,7% de 25-44, un 24,2 de 45-64 años, y 17,5 quienes tienen 65 años o más. La mediana de edad es de 18 años, por cada 100 mujeres hay 90 hombres. Por cada 100 mujeres de 18 años o más, hay 85,5 hombres
La media de ingresos por habitante en Amityville es de 61.885$ y la media por familia es de 72.632$. La población masculina tienen una mediana de ingresos de 52.011$ a diferencia de la población femenina de 35.055$. La renta per cápita de la población es de 27.750$.
El 7,5% de la población y el 5,6% de las familias están por debajo del límite del umbral de la pobreza. El total de los habitantes que viven en el límite de la pobreza corresponden a menores de 18 años un 9,1% y el 8,7 son de 65 años o superior.

## Terror en Amityville

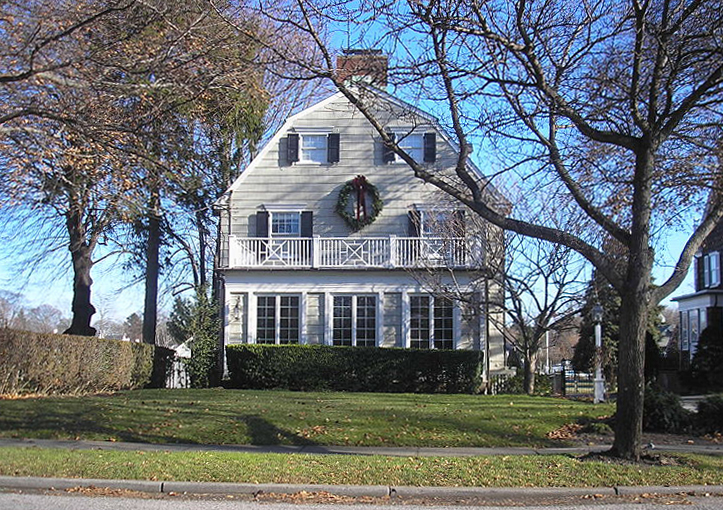
La casa de la familia DeFeo en el año 2005, después de que la fachada fuera repintada de blanco y cambiadas las ventanas para evitar su asociación con su asesinato, que todavía atrae curiosos.

El 13 de noviembre de 1974, a las 03:15 de la madrugada, Ronald DeFeo, Jr., de 23 años de edad, asesinó a sus padres y a sus dos hermanos y dos hermanas con un rifle. En un principio comentó a la policía local la posibilidad de que un sicario de la mafia hubiese asesinado a su familia pero después de desmontarse su coartada cambió la versión a que unas voces le incitaron a hacerlo. Condenado a cadena perpetua Ronald DeFeo Jr ha cambiado numerosas veces los motivos de los asesinatos de su familia.

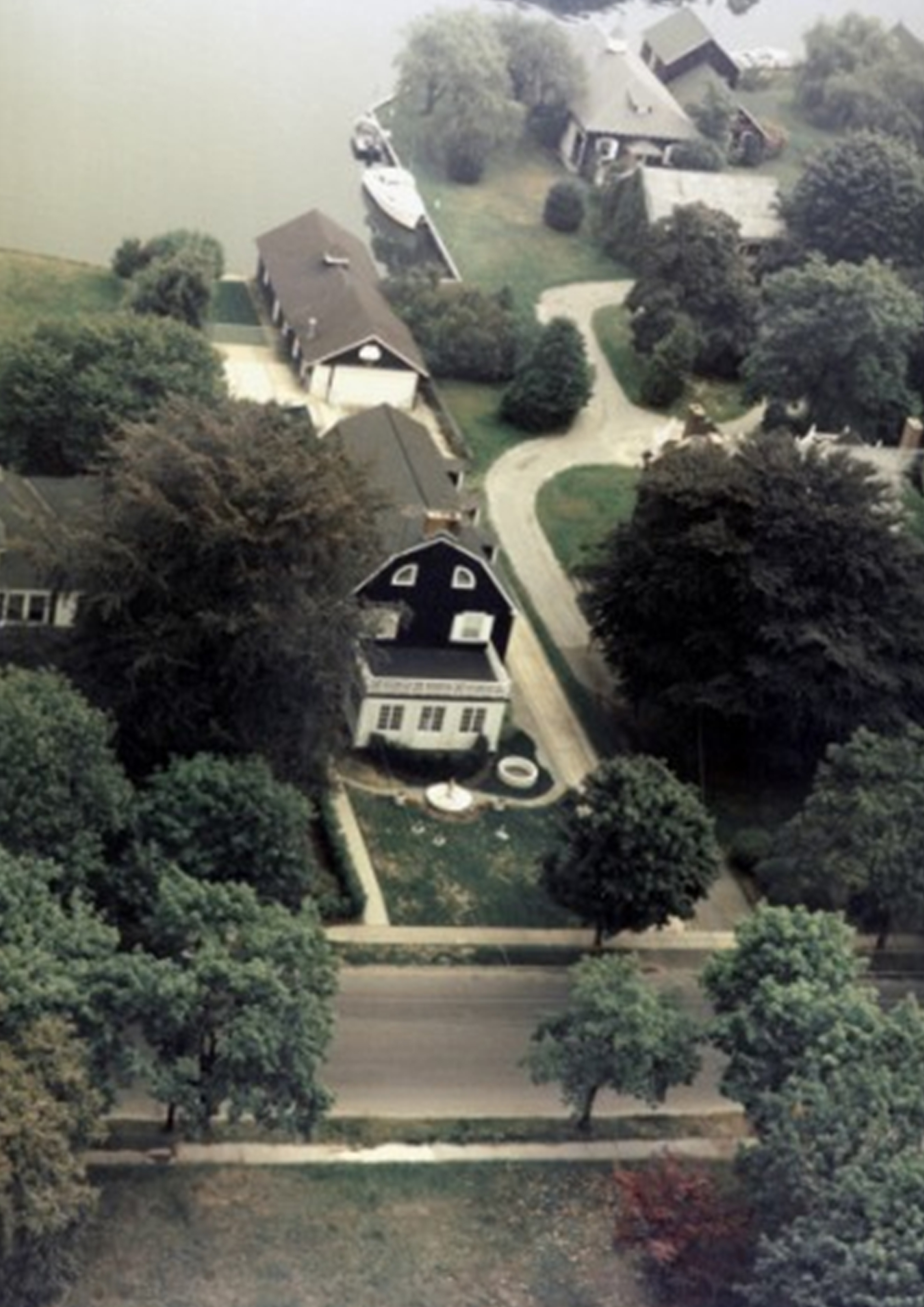
Vista aérea de la casa en los años 1980, con su aspecto original con la fachada pintada de oscuro y dos "ventanas ojos" en el ático.

Un año después de los asesinatos la familia Lutz se mudó el 18 de diciembre de 1975 a esta casa de Ocean Avenue. Tras apenas 28 días la familia abandonó la casa con todas sus pertenencias dentro por sufrir aparentemente numerosos fenómenos paranormales que pusieron en peligro su vida. Todos estos eventos aparecen reflejados en la novela Horror en Amityville escrita por Jay Anson a partir del relato proporcionado por la propia familia Lutz.
Desde los Lutz, la casa ha ido pasando de dueño en dueño y ninguno de ellos ha confesado haber vivido nada parecido. Esto unido a sucesivas demandas a raíz de los derechos de la historia por parte de los Lutz, editoriales, Ronald DeFeo y abogados defensores de este último ponen en duda la veracidad de la historia. Ello no impide que se siga considerando al edificio como una de las casas embrujadas más populares del folklore estadounidense.

## Puntos de interés
- El Triángulo – El cruce de Broadway y Park Avenue, a lo largo de Ireland Place crean una zona triangular en el centro de la localidad. El edificio Triángulo fue construido en 1892, el mismo año que se inauguró la Ireland Place. Se añadió un Gazebo en el punto norte del Triángulo en 1988. En 1994, el Triángulo fue oficialmente designado "Memorial Triangle" en memoria de quienes sirvieron a la población.[1]

- El Museo Lauder está localizado en la esquina de Broadway y Ireland Place, al sur del triángulo. El edificio histórico fue construido por el banco de Amityville en 1909. La Sociedad histórica de Amityville inauguró el museo Lauder en 1972.[1]

- Narrasketuck Yacht Club está localizado en la 15 de Berger Avenue. El club tiene una tradición de enseñanza en adultos como en infantiles. Las flotas de carreras incluyen Narrasketuck, O'Day Mariner, Lightning, El Toro, Blue Jay, 420 y Opti. En el año 2008 celebró su 75 aniversario.[8]

- 112 Ocean Avenue: La famosa propiedad donde residieron la familia DeFeo y los Lutz

- Tribunal Mike James en Bolden Mack Park

## Ciudadanos famosos
- Henry Austin - Jugador de Béisbol de la MLB.
- Alec Baldwin
- Benjamin Britten - Compositor británico (1939-1942) de reconocimiento mundial.
- Tony Graffanino - Jugador de Béisbol MLB.
- Mike James - Baloncestista de la NBA.
- Kevin Kregel - Astronauta.
- Donnie McClurkin - Cantante de góspel.
- Robert Phillips - Guitarrista.
- George Ross Jugador de béisbol de la MLB.
- Eddie Reyes - Fundador del grupo Taking Back Sunday.
- Ronald DeFeo Jr - Autor de la masacre en Ocean Avenue.
- George Lutz- Antiguo vecino y propietario de la casa 112 de Ocean Avenue.